# NGC 4892
NGC 4892 este o liner situată în constelația Părul Berenicei. A fost descoperită în 11 aprilie 1785 de către William Herschel. Se află la o distanță de 87,3 de megaparseci de Pământ.